# Bactris guineensis
El corozo, lata, píritu, güis, coyol o uvita, (Bactris guineensis) es una especie de planta de la familia de las palmeras (Arecaceae).

## Descripción

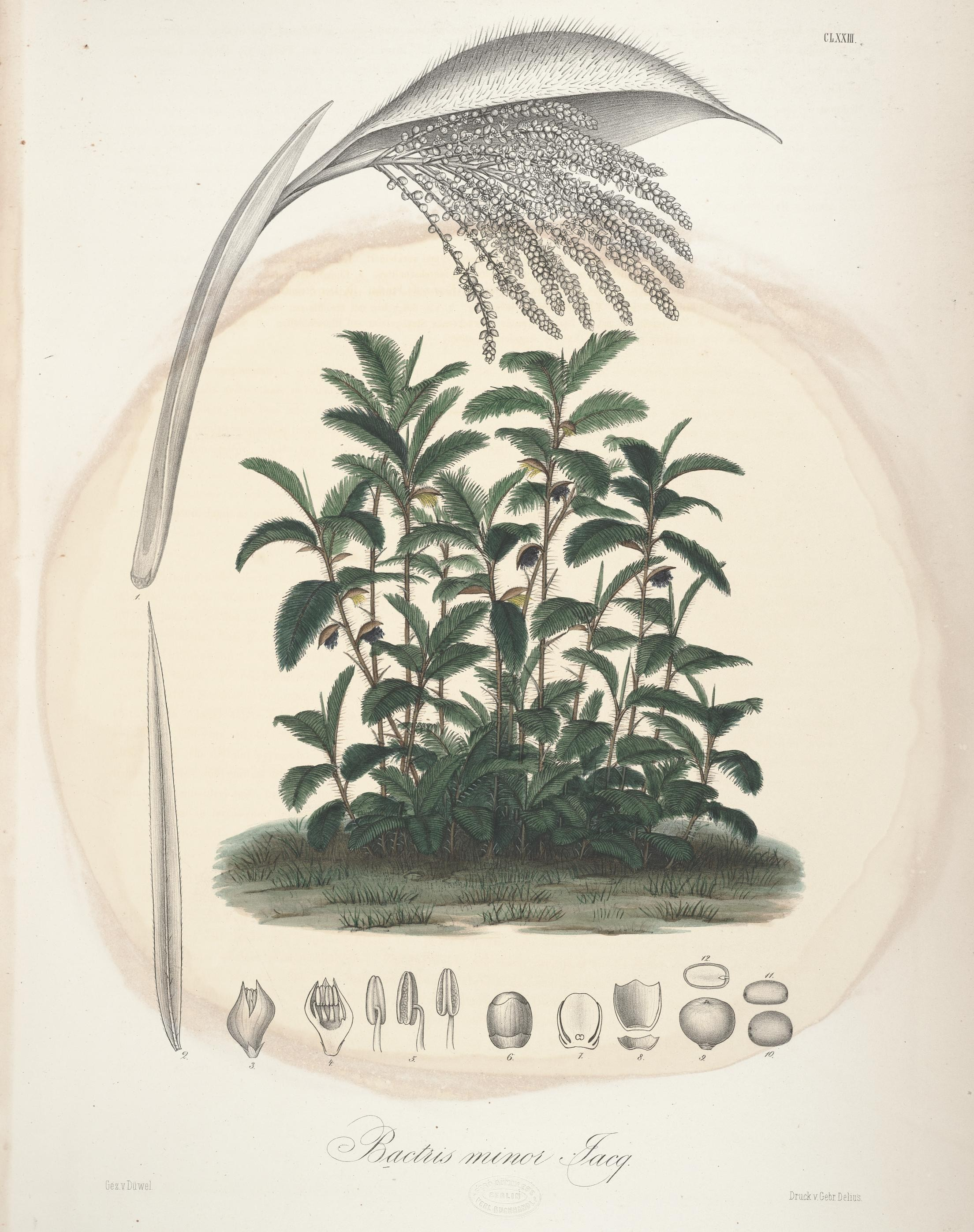
CLXXIII Florae Columbiae

Es una palma cespitosa con hasta cien estípites erectos de 3 a 5 m de altura y 1,5 a 3 cm de diámetro. Sus hojas están esparcidas a lo largo del tallo. La vaina de 30 a 60 cm de longitud tiene aguijones delgados de 1 cm de largo. El pecíolo de 4 a 7 cm tiene espinas de 3 a 6 cm, también presentes en el raquis, el cual mide 25 a 80 cm de longitud y tiene de 19 a 42 pinnas de 20 a 30 cm a cada lado. Flores de 4 a 6 mm estaminadas y pistiladas. El soporte de la inflorescencia tiene hasta 20 cm de largo, con una bráctea amarillenta encima. Fruto en racimo, globoso deprimido, color negro violáceo, de 1,5 a 2 cm de diámetro.

## Distribución y hábitat

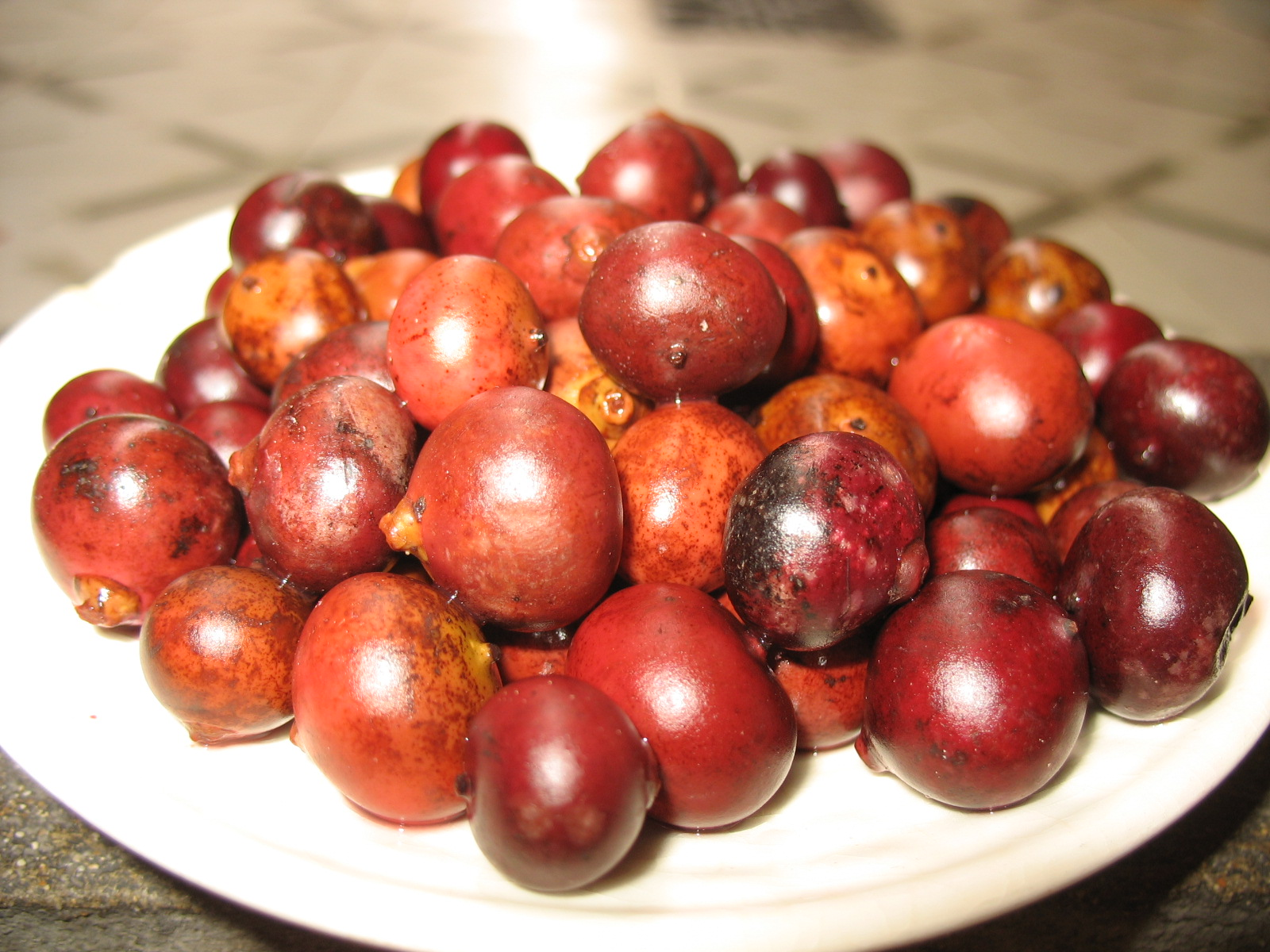
Corozos.

Se encuentra en las costas del Caribe y el Pacífico, en El Salvador, Honduras, Nicaragua, Costa Rica, Panamá, Colombia y Venezuela, en zonas secas, con preferencia a menos de 100 m s. n. m. a menudo en las playa. Son endémicas en el Bosque seco Tropical (Bs-T), donde resiste suelos salinos. Frecuentemente forma colonias. Su morfología le hace excelente refugio de las aves ya que sus espinas las protegen. Resiste las quemas y muchas veces subsiste a las inundaciones en los terrenos arcillosos.

## Usos
Con los frutos maduros cocinados se prepara una bebida refrescante. El tronco se utiliza en la construcción de viviendas. 
En Venezuela se elabora una bebida alcohólica (Ron de Piritu) preparada a partir de la maceración de los frutos del píritu en ron o aguardiente de caña. Se prepara colocando en una botella ancha de vidrio, los frutos bien lavados, para luego añadirle el ron o aguardiente, adicionalmente se puede agregar azúcar para hacer más dulce su sabor. La maceración es de 2 o más meses. Es una bebida muy apreciada en Venezuela. Mientras en el Caribe Colombiano se elaboran bebidas fermentando la fruta directamente con azúcar en recipientes o toneles cerrados hasta obtener un vino de fruta conocido como vino de corozo.
En el Caribe Colombiano se prepara un jugo refrescante con los frutos maduros a partir de la cocción de la fruta en agua. En Colombia, sus troncos después de quemados ligeramente sirven para fabricar un instrumento llamado guacharaca, el cual es típico de los conjuntos de música vallenata, la cumbia, entre otros. También se usa para elaborar una flauta, conocida con el nombre genérico de flauta de millo, que se utiliza en la instrumentación de la cumbia y el ritmo de gaita, entre otros. Por su resistencia a los organismos fitófagos, se usa como armazón en las construcciones de bahareque en paredes y como correas en las cubiertas vegetales. Para el uso en cubiertas, se golpea para aplanarla, luego retorcerla y poderla moldear para la fabricación de curvas. 
Para cosechar los frutos es quemada para facilitar el retiro de las espinas.

## Taxonomía
Bactris guineensis  fue descrita por (L.) H.E. Moore y publicado en Gentes Herbarum; Occasional Papers on the Kinds of Plants 9(3): 251. 1963.
Etimología
Ver: Bactris
Sinonimia
- Cocos guineensis L. (1767).
- Bactris minor Jacq. (1781).
- Cocos acicularis Sw. (1788).
- Bactris rotunda Stokes (1812), nom. illeg.
- Guilielma piritu H.Karst. (1857).
- Bactris horrida Oerst. (1859).
- Bactris piritu (H.Karst.) H.Wendl. in O.C.E.de Kerchove de Denterghem (1878).
- Bactris oraria L.H.Bailey (1943).[3]